# Meconopsis henrici
Meconopsis henrici là một loài thực vật có hoa trong họ Anh túc. Loài này được Bureau & Franch. mô tả khoa học đầu tiên năm 1891.